# Frédéric Colin
Pour les articles homonymes, voir Colin.

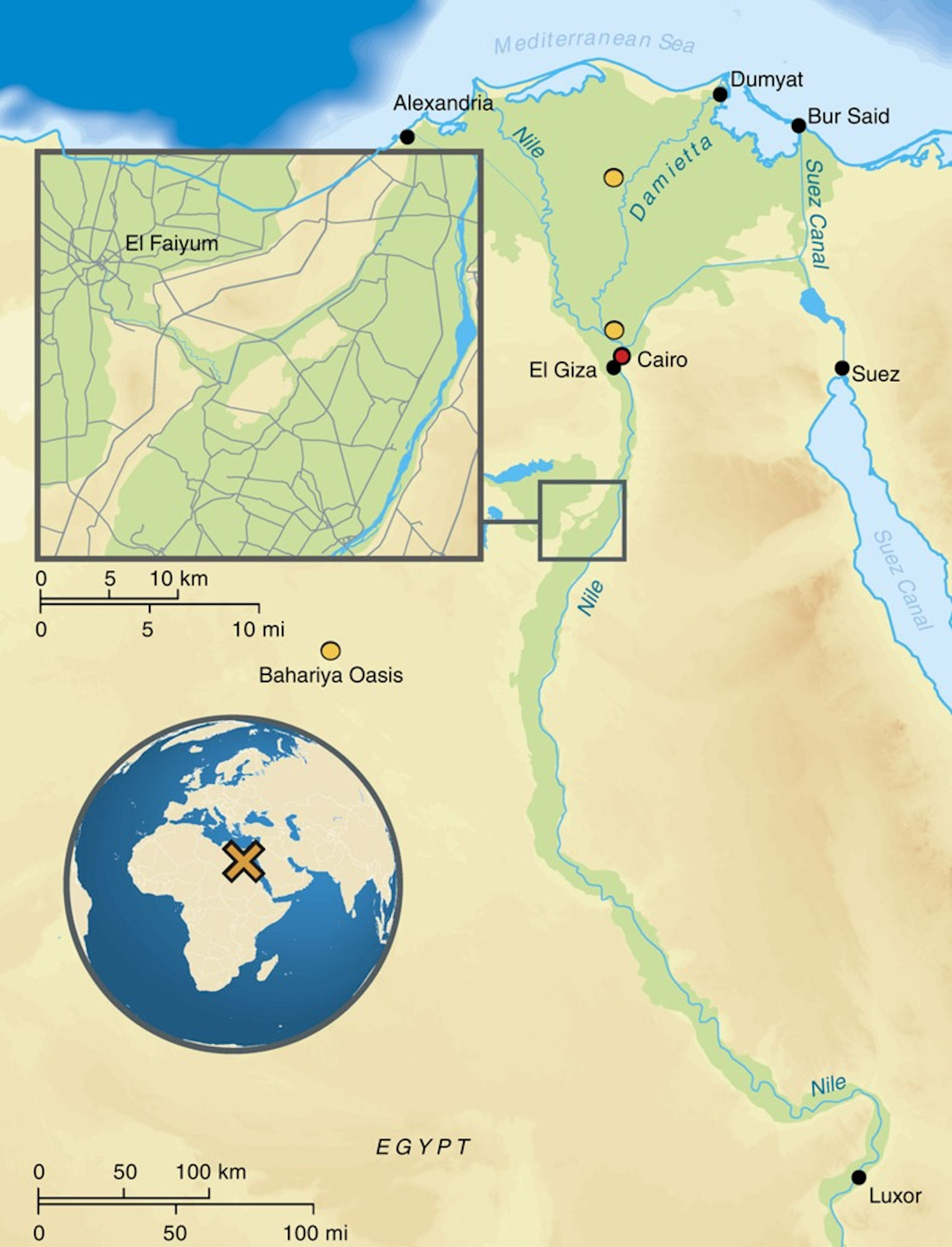
Carte de l'Oasis du Fayoum.

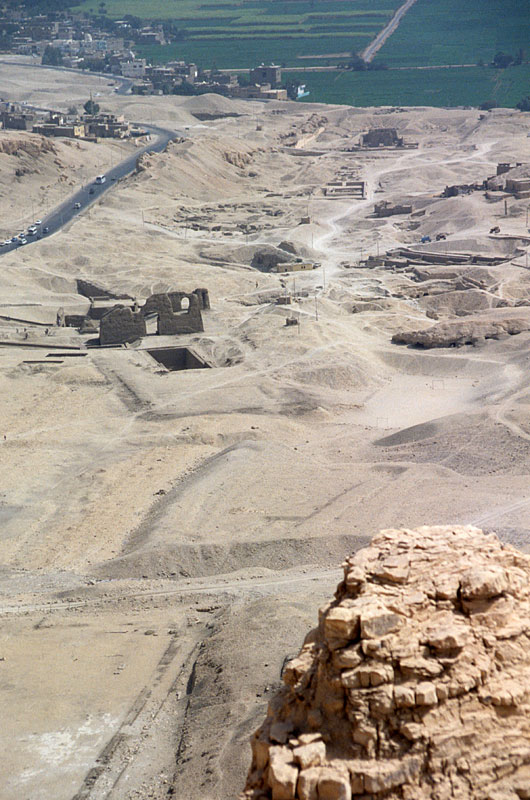
Vue aérienne d'El-Assasif, 2005.

Frédéric Colin est un égyptologue belge né en 1969. Il est professeur d'égyptologie et directeur de l'Institut d'égyptologie de l'université de Strasbourg.

## Biographie

### Origines
Frédéric Colin est né en 1969 en Belgique. Il passe par l’École Decroly, à Uccle, qui emploie une pédagogie nouvelle et alternative visant à dissoudre les frontières disciplinaires.

### Études et parcours universitaire
Frédéric Colin obtient son doctorat en 1996 à l'université libre de Bruxelles et son habilitation à diriger des recherches en 2006 à l'université Marc Bloch, à Strasbourg. 
Il est successivement aspirant, puis chargé de recherches du Fonds de la recherche scientifique belge, de 1992 à 1998, maître de conférences en histoire grecque à l’université Strasbourg-II jusqu'en 2006), maître de conférences en égyptologie à l’université de Strasbourg II jusqu'en 2007, puis professeur d'égyptologie et directeur de l’Institut d’égyptologie et conservateur de la collection égyptienne de l’université de Strasbourg.
Il est par ailleurs membre scientifique étranger de l’IFAO (Le Caire) de 1996 à 1998, directeur de la mission archéologique de l’IFAO dans l’oasis de Bahariya à partir de 1997, membre junior de l’Institut universitaire de France de 2002 à 2007 et directeur de l'Unité mixte de recherche 7044 « Archéologie et histoire ancienne : Méditerranée – Europe (ARCHIMÈDE) » de 2013 à 2017.
Il accomplit des recherches sur l’histoire de l’Égypte hellénistique et romaine (en particulier d’après les données de la papyrologie plurilingue, égyptienne et grecque), dans le domaine de l’archéologie (en conduisant des fouilles dans l’oasis de Bahariya, dans le Fayoum et dans la vallée d'El-Assasif) et sur les collections égyptiennes conservées à Strasbourg (en menant des travaux d’édition de textes démotiques dans le cadre des « Arpèges »).
De 2019 à 2022, il est titulaire d'un USIAS fellowship intitulé « Archéologie numérique dans une nécropole monumentale à Thèbes d'Égypte ».
La première Chaire Marc Bloch de l’USIAS lui est attribuée pour la période 2022-2024.

### Découverte

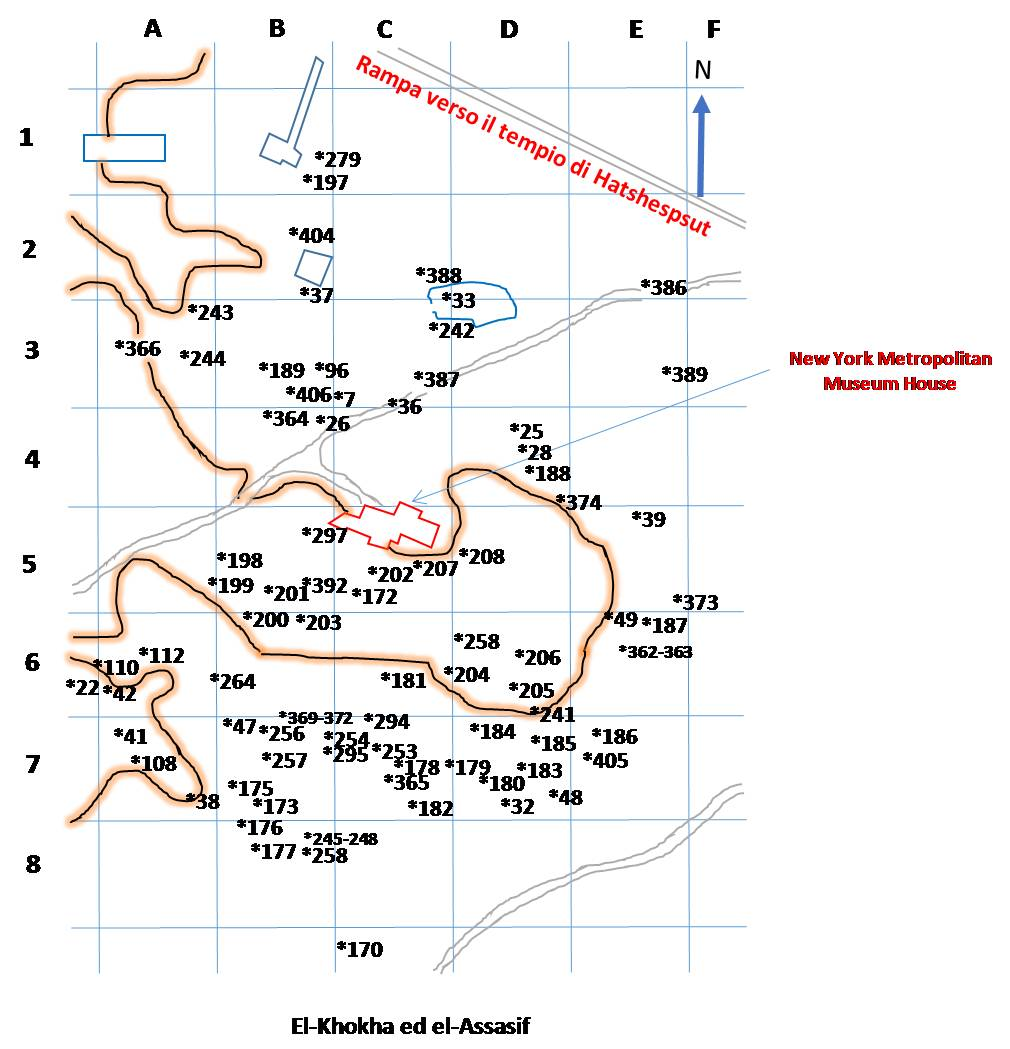
Situation de la tombe TT33, El-Assasif.

En décembre 2019, Frédéric Colin et son équipe ont découvert trois sarcophages du début de la XVIIIe dynastie lors d’une fouille avec l’IFAO près de Louxor en Égypte,. Ces sarcophages ont été découverts enterrés dans un caisson dans le sol de l’intérieur de l’enceinte de Padiamenopé (TT33).

### Travaux et études
D'octobre à décembre 2024, lors d'une opération de terrain (17147) en partenariat avec l'IFAO, Frédéric Colin effectue avec son équipe des recherches sur l'El-Assasif ː aménagement et transformations de la vallée funéraire thébaine, études diverses sur la tombe TT33.

## Publications

### Institutions égyptiennes et hellénistiques
- « Les prêtresses indigènes dans l'Égypte hellénistique et romaine : une question à la croisée des sources grecques et égyptiennes », dans Actes du Colloque International « Le rôle et le statut de la femme en Égypte hellénistique, romaine et byzantine », Bruxelles et Louvain, 27-29 novembre 1997, Leuven, 2002 (Studia Hellenistica 37), p. 41-122 [lire en ligne (page consultée le 28 avril 2024)].
- « Le parfumeur (pȝ cnṱ) », Bulletin de l'Institut français d'archéologie orientale no 103 (2003), p. 73-109 [lire en ligne (page consultée le 28 avril 2024)].

### Archéologie
- « Le « Domaine d’Amon » à Bahariya de la XVIIIe à la XXVIe dynastie : l’apport des fouilles de Qasr ‘Allam », dans Didier Devauchelle (éd.), La XXVIe dynastie continuités et ruptures. Actes du Colloque international organisé les 26 et 27 novembre 2004 à l'université Charles-de-Gaulle – Lille 3. Promenade saïte avec Jean Yoyotte, Paris, 2011, p. 47-84 [lire en ligne (page consultée le 28 avril 2024)].
- avec F. Charlier, L. Delvaux, L. Hapiot, J.- Heim, S. Marchand, M. Mossakowska-Gaubert, J. V Heesch, et la collaboration de C. Duvette, Bahariya I. Le fort romain de Qaret el-Toub I, FIFAO 62, 2012 [lire en ligne (page consultée le 28 avril 2024)][12].
- Frédéric Colin, Françoise Labrique, Recherches archéologiques dans l'oasis de Bahariya, 1997-2000, 2003 (lire en ligne)[13].
- Frédéric Colin, « Archéologie urbaine dans une nécropole monumentale : Assassif 2017-2018 (Ifao/Université de Strasbourg) », BSFÉ 201, 2019, p. 121-147.